# CD226
CD226 (англ. CD226 molecule) – білок, який кодується однойменним геном, розташованим у людей на короткому плечі 18-ї хромосоми. Довжина поліпептидного ланцюга білка становить 336 амінокислот, а молекулярна маса — 38 614.
| 10         |  | 20         |  | 30         |  | 40         |  | 50         |
| ---------- |  | ---------- |  | ---------- |  | ---------- |  | ---------- |
| MDYPTLLLAL |  | LHVYRALCEE |  | VLWHTSVPFA |  | ENMSLECVYP |  | SMGILTQVEW |
| FKIGTQQDSI |  | AIFSPTHGMV |  | IRKPYAERVY |  | FLNSTMASNN |  | MTLFFRNASE |
| DDVGYYSCSL |  | YTYPQGTWQK |  | VIQVVQSDSF |  | EAAVPSNSHI |  | VSEPGKNVTL |
| TCQPQMTWPV |  | QAVRWEKIQP |  | RQIDLLTYCN |  | LVHGRNFTSK |  | FPRQIVSNCS |
| HGRWSVIVIP |  | DVTVSDSGLY |  | RCYLQASAGE |  | NETFVMRLTV |  | AEGKTDNQYT |
| LFVAGGTVLL |  | LLFVISITTI |  | IVIFLNRRRR |  | RERRDLFTES |  | WDTQKAPNNY |
| RSPISTSQPT |  | NQSMDDTRED |  | IYVNYPTFSR |  | RPKTRV     |  |            |

A: Аланін

C: Цистеїн

D: Аспарагінова кислота

E: Глутамінова кислота

F: Фенілаланін

G: Гліцин

H: Гістидин

I: Ізолейцин

K: Лізин

L: Лейцин

M: Метіонін

N: Аспарагін

P: Пролін

Q: Глутамін

R: Аргінін

S: Серин

T: Треонін

V: Валін

W: Триптофан

Кодований геном білок за функціями належить до рецепторів, фосфопротеїнів. 
Задіяний у такому біологічному процесі, як клітинна адгезія. 
Локалізований у клітинній мембрані, мембрані.